# Dolores Bernis de Bermúdez
Dolores Bernis de Bermúdez (c.1843-21 de mayo de 1904, Madrid), también conocida como Lola Bernis, fue una arpista y compositora española. Fue una mujer ejemplar en un tiempo en que estas estaban relegadas a un segundo plano. Sus aportaciones a la didáctica del arpa y su capacidad de motivación hacia el aprendizaje del instrumento la hicieron un referente en la lucha de la mujer para conseguir un lugar en la sociedad.

## Biografía
Estudió en París con Felix Godefroid y tocaba el arpa con la Sociedad de Conciertos Colonne de París. De vuelta en España, el 14 de junio de 1877 fue nombrada profesora honoraria (sin retribución) de arpa en la Escuela Nacional de Música y Declamación. Según una carta encontrada en su archivo personal, Lola Bernis enseñó arpa sin cobrar y llevaba su propia arpa y cuerdas para enseñar en la escuela, ya que esta no contaba con instrumento, probablemente a causa de un incendio.
Trabajó conjuntamente con Teresa Roaldés, catedrática de arpa del Conservatorio, debido a la fuerte demanda de aprendizaje de arpa entre 1877 y 1881. En 1878 consiguió el puesto de profesora ayudante con un salario de 1000 pesetas. En este año publicó su Gran Método de Arpa, el primero de una autora española, que incluía una breve historia del instrumento. El método se ganó el elogio de su profesor Felix Godefroid, eminente arpista belga. Fue profesora del Conservatorio de Madrid (1883), tras una oposición convocada al retirarse Teresa Roaldés.
En 1885 realizó una serie de conciertos por Estados Unidos, y en 1891, acompañada por seis de sus alumnas de arpa, realizó una tournée artística por Andalucía, Portugal y provincias del norte de España.
En 1899 se crea la Sociedad de Conciertos Bernís.
Solía enseñar todos los días en el conservatorio además de dar clases particulares de canto y arpa en su casa. Durante el tiempo que estuvo Lola Bernis en la Escuela, el número de estudiantes de arpa pasó de nueve a veintitrés y muchos de ellos consiguieron galardones y primeros premios.
Murió en Madrid, tras una larga enfermedad, el 21 de mayo de 1904.

## Obras

### Didácticas
- Historia del arpa
- Método de arpa (1878)

### Obra musical
- David cantando ante Saúl. Melodía de Bordese para mezzo-soprano o barítono, con acompañamiento de dos arpas publicado por Zozaya c. 1882.

- Ciertos indicios indican que también compuso una Fantasía para Harpa, sobre motivos de la zarzuela de San Francisco de Siena, de Arrieta, c. 1884, sin localizar.[13]